# Distretto di Salihorsk
Il distretto di Salihorsk (in bielorusso Салігорскі раён?) è un distretto (raën) della Bielorussia appartenente alla regione di Minsk.